# Miao’ergou (köpinghuvudort i Kina, Xinjiang Uygur Zizhiqu, lat 45,52, long 83,86)
Miao'ergou (kinesiska: 庙尔沟, 庙尔沟镇) är en köpinghuvudort i Kina. Den ligger i den autonoma regionen Xinjiang, i den nordvästra delen av landet, omkring 350 kilometer nordväst om regionhuvudstaden Ürümqi. Antalet invånare är 5 965. Befolkningen består av 2 740 kvinnor och 3 225 män. Barn under 15 år utgör 21,0 %, vuxna 15-64 år 75 %, och äldre över 65 år 3,0 %.
Runt Miao'ergou är det mycket glesbefolkat, med 4 invånare per kvadratkilometer. Trakten runt Miao'ergou består i huvudsak av gräsmarker.
Genomsnittlig årsnederbörd är 235 millimeter. Den regnigaste månaden är juli, med i genomsnitt 55 mm nederbörd, och den torraste är mars, med 7 mm nederbörd.